# 脱原発社会をめざす文学者の会
脱原発社会をめざす文学者の会（だつげんぱつしゃかいをめざすぶんがくしゃのかい）は、日本の反核団体（任意団体）。略称：脱原発文学者の会。
当初は脱原発文学者の会と称していたが、その後改称した。発足時の一部報道では、脱原発社会をめざし、3・11後の日本を考える文学者の会が正式名称とされた。

## 歴史
2012年10月に発足。
2011年3月11日に発生した福島第一原子力発電所事故を教訓に、脱原発社会の実現を目指すため、加賀乙彦ら5人の文学者による呼び掛けで立ち上げられた。後に加賀が会長となる。
2012年10月9日、アルカディア市ヶ谷にて第1回会合を開催。原子力資料情報室共同代表の西尾漠が出席した。
2013年11月15日〜16日　第一回福島視察　南相馬、浪江、飯舘。以後原則年一回の定点観測を続ける。
2021年2月28日、福島第一原発事故10周年を控え、ホームページ［https://dgp-bungaku.main.jp/ 脱文学社会をめざす文学者の会］を開設
2021年3月11日　「脱原発社会をめざす文学者の会文学大賞」を創設。第一回受賞作品として、フィクション３作品、ノンフィクション３作品を発表。

## メンバー

### 世話人
発足時のメンバー、記載は五十音順。
このうち、加賀乙彦、川村湊、佐藤洋二郎、宮内勝典、森詠の5人が呼び掛け人。
- 代表 - 加賀乙彦（作家、精神科医）
- 川村湊（文芸評論家）
- 佐藤洋二郎（作家）
- 竹内充（編集者）
- 宮内勝典（作家）
- 宮田昭宏（編集者）
- 事務局長 - 村上政彦（作家）
- 副代表 - 森詠（作家）
- 山本源一（編集者）

### 会のメンバー
世話人以外のメンバー、記載は五十音順。
- 青木裕子（朗読家）
- 天瀬裕康（作家）
- 伊神権太（作家）
- 上山明博（ノンフィクション作家）
- 烏兎沼佳代（編集者）
- 北久保まりこ（歌人）
- 桐生典子（作家）
- 黒田杏子（俳人）
- 最匠展子（詩人） - 2019年10月31日逝去。
- 齋藤わか奈（歴史作家）
- 鈴木比佐雄（編集者）
- 高橋至（編集者）
- 橘かがり（作家）
- 橘光顕（「東日本大震災に咲く会 ひまわり」会長）
- 谷本多美子（作家）
- 中村敦夫（俳優、作家）
- 西尾漠（原子力資料情報室）
- 野武由佳里（詩人）
- 長谷川園子（作家）
- 林京子（作家） - 2017年2月19日逝去。
- 広谷鏡子（作家）
- 深澤忠利（川柳作家）
- 舩橋紀公子（翻訳家）
- 増田秀光（編集者）
- 森千春（エッセイスト）
- 森川雅美（詩人）
- 若松丈太郎（詩人）

## 賛同者
発足の際、呼び掛け人以外に約15人が賛同しているとの報道で、名前が挙がった人物、記載は五十音順。
- 高橋克彦（作家）
- 辻井喬（作家、実業家） - 2013年11月25日死亡。